# Въгени
Въгени (на гръцки: Σεβαστιανά, Севастиана, до 1926 година Βίγκενη, Вигени) е село в Егейска Македония, Гърция, област Централна Македония, дем Въртокоп (Скидра).

## География
Селото е разположено на 3 km западно от демовия център Въртокоп (Скидра), на 60 m надморска височина в областта Сланица.

## История

### Етимология
Йордан Заимов смята, че името Въгени идва от Въгляне с преход на л' в j на арумънска почва.

### В Османската империя
В „Етнография на вилаетите Адрианопол, Монастир и Салоника“, издадена в Константинопол в 1878 година и отразяваща статистиката на населението от 1873, Въгени (Vagheni) е посочено като село във Воденска каза с 22 къщи и 104 жители българи.
Според Николаос Схинас („Οδοιπορικαί σημειώσεις Μακεδονίας, Ηπείρου, Νέας οροθετικής γραμμής και Θεσσαλίας“) в средата на 80-те години на XIX век Въгени (Βούγκιανη) има 12 семейства християни и 40 мюсюлмани.
Според статистиката на Васил Кънчов („Македония. Етнография и статистика“) в 1900 година във Въгени има 180 жители българи, 240 турци и 90 цигани. По данни на секретаря на Българската екзархия Димитър Мишев („La Macédoine et sa Population Chrétienne“) в 1905 година във Вугляни (Vougliani) има 120 българи екзархисти.

### В Гърция
По време на Балканската война в селото влизат гръцки части и селото остава в Гърция след Междусъюзническата война в 1913 година. Според преброяването от 1913 година Въгени има 81 мъже и 77 жени.
Боривое Милоевич пише в 1921 година („Южна Македония“), че Въгени (Вьјгјени) има 40 къщи на турци и 17 къщи на християни цигани.
Мюсюлманското население на Въгени е изселено в Турция в 1924 година по силата на Лозанския договор и на негово място са заселени 318 гърци бежанци от Мала Азия и Понт. В 1928 година селото е смесено (местно-бежанско) със 106 бежански семейства и 471 жители бежанци. В 1940 година селото има 987 жители, от които 263 местни и 724 бежанци.
Землището на Въгени е много плодородно, тъй като се напоява добре. Произвеждат се овошки, пшеница, памук и други земеделски култури. Частично е развито и краварството.
| Име          | Име           | Ново име | Ново име | Описание                      |
| ------------ | ------------- | -------- | -------- | ----------------------------- |
| Караагач     | Νερά Καραγάτς | Нерули   | Νερούλι  | местност на ЮЗ от Въгени      |
| Рамна Стърга | Ράμνα Στέργα  | Стерна   | Στέρνα   | връх на З от Въгени (303,5 m) |
| Кайнак       | Καϊνάκι       | Пиги     | Πηγαί    | извор на СЗ от Въгени         |

| Година    | 1913 | 1920 | 1928 | 1940 | 1951 | 1961 | 1971 | 1981 | 1991 | 2001 | 2011 | 2021 |
| --------- | ---- | ---- | ---- | ---- | ---- | ---- | ---- | ---- | ---- | ---- | ---- | ---- |
| Население | 148  | 440  | 589  | 987  | 1005 | 1216 | 1257 | 1213 | 1348 | 1501 | 1392 | 1181 |